# استاف اسخایرلینکس
استاف اسخایرلینکس (انگلیسی: Staf Scheirlinckx؛ زادهٔ ۱۲ مارس ۱۹۷۹) دوچرخه‌سوار اهل بلژیک است.